# اینگلیس هرناندز
اینگلیس هرناندز (انگلیسی: Inglis Hernández؛ زادهٔ ۱۷ سپتامبر ۱۹۹۰) بازیکن فوتبال اهل مکزیک است.
وی همچنین در تیم‌های ملی فوتبال Mexico women's national under-17 football team و Mexico women's national under-20 football team بازی کرده‌است.